# Щавене
Ща̀вене, дъ̀бене – процес на обработване на животински кожи чрез специални дъбилни вещества (щава) така, че да станат меки, разтегливи и годни за кожарски цели. Процесът включва необратимо физикохимично взаимодействие на щавата с кожата, при което трайно се променят свойствата на кожата.
Преди да се ощавят, кожите се оскубват, обезмасляват, обезсоляват и се накисват във вода за период от 6 часа до 2 дни. В миналото този процес се е считал за миризлив и се е провеждал главно в покрайнините на градовете или селата. По традиция, за щавене се използва танин. Употребата на хромов разтвор се появява по време на индустриалната революция.

## История
Древните цивилизации използват кожа за направата на мехове, чанти, колани, лодки, брони, колчани, ножници, ботуши и сандали. Щавене се извършва от жителите на Мехргарх в Пакистан между 7000 и 3300 г. пр.н.е. Към 2500 г. пр.н.е. шумерите също започват да използват кожа.
В миналото, щавенето се е считало за миризлив занаят и е бил изолиран към покрайнините на селищата. Действително, щавенето чрез древните методи е придружено от лоша миризма. Кожите обикновено са пристигали сухи, твърди и мръсни с почва и съсирена кръв. Първо, древните занаятчии са накисвали кожите във вода, за да се изчистят и омекнат. След това са удряли и излъсквали кожата, за да паднат остатъците месо и мазнина (лешене). После щавачът е трябвало да премахне козината от кожата. Това се е правело като кожата или се накисне в урина, или се боядиса с алкална варова смес, или се остави да гние няколко месеца, преди да се потопи в солен разтвор. След като космите се разхлабят, щавачите са ги изстъргвали с нож. След като козината е премахната, щавачът е омекотявал кожата, като е начуквал изпражнения върху нея или я е потапял в разтвор от животински мозъци. Този процес е ферментационен и разчита на ензимите, произвеждани от бактериите в изпражненията. Сред най-често използваните изпражнения са били тези на кучетата и гълъбите. Същинският процес на щавене е включвал растения. В различни вариации на процеса са се прилагали кедрово масло, стипца или танин към кожата. Докато кожата се опъва, тя изсъхва и абсорбира щавата.
След като е открито накисването на хирургическите шевове в хромов разтвор след 1840 г., методът започва да се прилага и към кожите и се приема и от щавачите.

## Подготовка
Щавенето започва с набавяне на животинска кожа. За целта животното трябва да бъде убито и одрано, преди телесната топлина да е напуснала тъканите. В някои случаи това се прави от самия щавач.
Подготовката на кожите започва чрез осоляването им. Това се прави, за да се предотврати разлагането на протеиновата субстанция (колаген) от бактериите в промеждутъка от време между одирането на кожата и обработването ѝ. Солта премахва водата от кожата, използвайки разликата в осмотичното налягане. Водното съдържание на кожата намалява драстично, а осмотичното налягане нараства до момент, в който бактериите вече не могат да се размножават. Друга практика е кожата да се бърка в саламурен разтвор в продължение на около 16 часа. Консервация може да се осъществи и при много ниска температура.

## Процес

### Щавене с хром
Хромов(III) сулфат ([Cr(H2O)6]2(SO4)3) е вещество, което дълго време се използва като ефективна щава. Съединенията на хром(III) при щаването са значително по-малко токсични от шествалентния хром, въпреки че последният възниква при неадекватно третиране на отпадъците. Хромовият(III) сулфат се разтваря, образувайки катион [Cr(H2O)6]3+, който при по-високи нива на pH претърпява процес, образуващ съединения на полихром(III), които активно щавят. Химията на [Cr(H2O)6]3+ е по-сложна във ваната за щавене, отколкото във вода, поради наличието на различни лиганди. Карбоксилни киселини като оцетната потискат образуването на вериги полихром(III). Такива вещества позволяват на щавача допълнително да увеличи нивото на pH, така че да се подобри реактивността на колагена, без да се възпрепятства проникването на хром(III) комплексите. Щавенето увеличава разстоянието между протеиновите вериги в колагена от 10 до 17 Å.
Преди да се включи хрома в щавенето, няколко стъпки трябва да се направят предварително. Нивото на pH е нужно да е много киселинно, когато се добави хрома, за е сигурно, че хромовите комплекси са достатъчно малки, че да се наместят между нишките на колагена. Щом желаното ниво на проникване на хрома в субстанцията се постигне, нивото на pH отново се вдига, за да се улесни процеса. Тази стъпка се нарича алкализиране. Увеличението на pH обикновено е придружено от постепенно увеличение на температурата до 40 °C. Щавената с хром кожа обикновено съдържа между 4% и 5% хром.
В суров вид ощавените с хром кожи са сиво-сини на цвят. Щавенето с хром е по-бързо от щавенето с растения (по-малко от ден) и дава разтеглива кожа, която е отлична за направата на чанти и облекло.

### Щавене с растения
Щавенето с растения включва танини (клас полифенолни химикали), които се срещат в кората и листата на много растения. Танините се свързват с колагеновите протеини в кожата и ги покриват, карай ги да стават по-малко водоразтворими и по-устойчиви към бактерии. Процесът кара кожата да стане и по-гъвкава. Основните дървесни кори, които се използват днес, са: кестен, дъб, акация, кебрачо и други. Кожите се опъват върху рамки и се потапят в продължение на няколко седмици във вани с нарастващи концентрации на танин. Кожите, ощавени с растения, не са много гъвкави и се използват основно за куфари, мебели, обувки, колани и други принадлежности за облекло.

## Екология
Процесът на щавене включва химични и органични съединения, които могат да имат пагубен ефект върху околната среда. Щави като хром, растителни танини и алдехиди се използват за същинския процес, но други процеси и химикали също са замесени. Химикалите използвани в преработването на кожата повишават нивата на общото количество разтворени твърди частици във водата, когато не се изхвърлят отговорно. Тези процеси използват голямо количество вода и произвеждат голямо количество замърсители. Кипването и съхненето на Слънце може да доведе до оксидация и преобразуване на различни хром(III) съединения, използвани при щавенето, образувайки канцерогенен шествалентен хром. Тези отпадъчни материали после се консумират от животни. Така например, през 2014 г. е открито, че до 25% от пилетата в Бангладеш (най-разпространеният източник на протеини в страната) съдържат опасно високи нива на шествалентен хром.